# Panama-csatorna

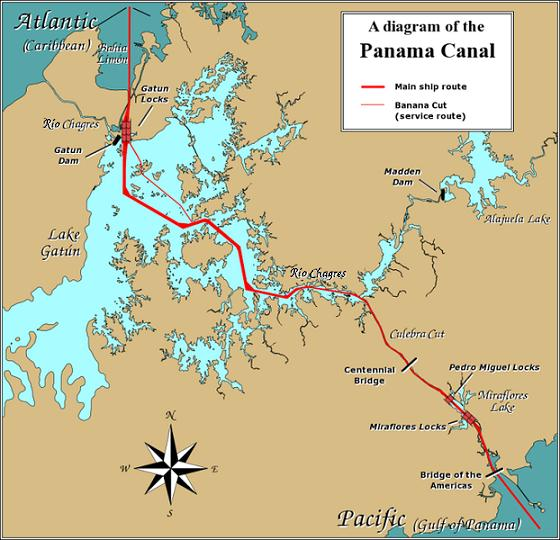
A Panama-csatorna térképe

A Panama-csatorna (spanyolul: Canal de Panamá) Közép-Amerikában, Panamában található mesterséges csatorna, amely a Csendes- és Atlanti-óceánt köti össze. Hossza 82 km.

## Története

### Előzmények, tervek
1514-ben Vasco Núñez de Balboa az első európai utazóként megpillantotta a Csendes-óceánt. Szétbontatta a földszoros atlanti partjain horgonyzó hajóját és egy általa épített 50 kilométer hosszú úton alkatrészeit a Csendes-óceán partjára szállította. A panama-földszoros igen hamar fontos szerepet kapott a gyarmatosító Spanyol Birodalom életében. A rajta keresztül vezető útvonalon szállították az Amerika nyugati partjain zsákmányolt aranyat, hogy az atlanti kikötőkből Európába vigyék tovább.
1529-ben I. Károly spanyol király felvetette, hogy a panamai földszoros átvágásával lerövidíthetnék a nyugati partról Európa felé vezető utat, így az aranyszállítás meggyorsulhatna. Ebben a korban azonban a technikai fejlettség nem állt olyan szinten, hogy a csatorna megvalósítása komolyan szóba jöhessen. Károly figyelmét hamarosan az európai hatalmi játszma kötötte le, terve feledésbe merült. A szállítást végül egy út megépítésével oldották meg, amely az elkövetkező századokban kötötte össze a két óceánt.
1698-ban skótok kíséreltek meg telepeket létrehozni Panamában, hogy összeköttetést létesítsenek a két óceán között. Ők a Japán és Kína felé vezető hajóutat szerették volna ily módon megnyitni, de áthághatatlan technikai nehézségekkel szembesültek, amelyhez hamarosan a spanyol flotta támadása is hozzájárult. A skótok végül felszámolták panamai telepeiket.
1850-ben kezdődött a Panama-vasút építése. Az atlanti-parton fekvő Colón várostól 85 kilométer hosszan húzódott a Csendes-óceán partján fekvő Panamavárosig. A vasút építői extrém körülményekkel találták szembe magukat. Malária tizedelte a munkásokat, akik közül 12 000-en az épülő vasútnál haltak meg. A sínpár 1855-ben nyílt meg, és a világ legjobban kihasznált vasútvonala lett.

### Francia építkezés

#### Tervek

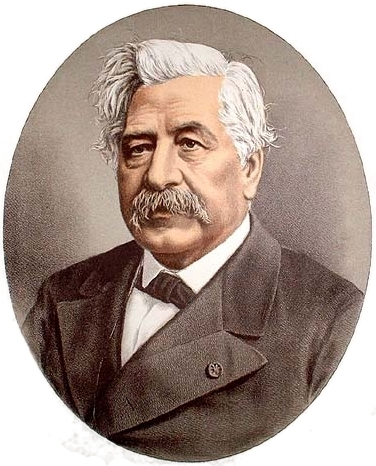
Ferdinand de Lesseps

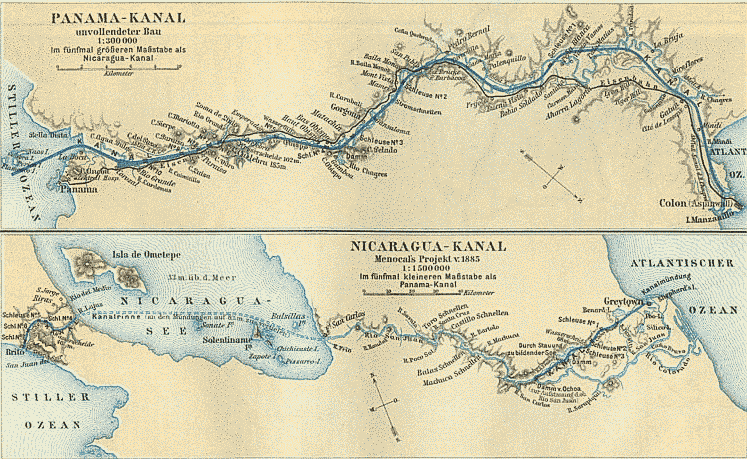
A Panama-csatorna 1888-as német terveken

1876-ban a Szuezi-csatorna sikeres megépítésétől önbizalomtól ittas franciák nemzetközi társaságot ("La Société internationale du Canal interocéanique" ~ Óceánközi csatorna-társaság) hoztak létre a csatornatervek kidolgozására és kivitelezésére. Két évvel később meggyőzték a kolumbiai kormányt, hogy engedélyezze a földszoros átvágását.
A Szuezi csatornát építtető Ferdinand de Lesseps francia diplomata a panamai építkezési költségeket 400 millió dollárra becsülte, azonban hibásan kalkulált. Lesseps nem vette figyelembe az egyiptomi sivatag és a Panama-földhíd eltérő földrajzi viszonyait. Szuezben sivatagi homokba kellett árkot ásni, míg Panamában a csatornát a hegyek kőzetanyagába kellett belevésni. A domborzat még nagyobb akadályt állított az építők elé. Egyiptomban egy síkságot kellett átvágni, míg Panamában a két óceán közötti legalacsonyabb pont is 100 méter magasan volt a tengerszint fölött. Lesseps egyre optimistábban látta a csatornaépítkezés költségeit. A hamarosan összeülő mérnöki kongresszus az építés költségeit 214 millió dollárra becsülte. Ezt 1880. február 14-én egy mérnöki bizottság 168,8 millió dollárra csökkentette. Lesseps február 20-án már csak 131,6 millió dollárt említett, ami március 1-re 120 millióra csökkent. Az építés időtartamát 6 évre csökkentették, az eredetileg kalkulált 7-9 évről. A tengeri csatorna vízmélységét 9 méterben, szélességét 22 méterben határozták meg. A csatornát a világóceán szintjéig szerették volna a kőzetbe vágni, ehhez 120 000 000 m³ földet és kőzetanyagot akartak megmozgatni.

#### Az első csatornatársaság kudarca
Az építés 1880. január 1-jén kezdődött. A mederépítési munkálatok 1882. január 22-én vették kezdetüket. A munkálatokhoz toborzott munkaerő létszáma 1888-ra meghaladta a 20 000-et, 90%-uk a karibi térségből érkező néger kétkezi munkás volt. A munkakörülmények elviselhetetlenek voltak. A francia mérnököket túlfizették, mert csak így voltak hajlandók a veszélyes munkát elvégezni. A munkásokat trópusi betegségek, különösen a sárgaláz tizedelte, az áldozatok száma 6 év alatt 20 000-re emelkedett.
1885-re kiderült, hogy képtelenség a csatornát a világóceán szintjére mélyíteni, ezért a terveket megváltoztatták. Felhagytak a csatorna további mélyítésével, az új tervek szerint a csatorna két végét zsilipekkel zárták le.
A higiéniai, morális és technikai gondok mellé hamarosan pénzügyi nehézségek társultak. A munkálatok 40%-os készültségi állapotban voltak, amikor a francia csatornatársaság csődöt jelentett. Az eredetileg tervezett 120 millió dollár helyett a számla már ekkor 235 millió dollárra rúgott. A csatornaépítő társaság összeomlása hatalmas botrányt okozott Franciaországban. Heves antiszemita támadások érték a csatornaépítésben szerepet játszó zsidó származású spekulánsokat. 104 törvényhozót érintettek a korrupció szétfutó szálai. Megszületett a "panamázás" fogalma, amivel azóta is a tisztességesnek látszó, de valójában nyerészkedő, korrupt, törvénysértő, ezért botrányos üzelmeket illetik.

#### A második csatornatársaság kudarca
Hamarosan bebizonyosodott, hogy a francia befektetők csak akkor szállhatnak ki "tisztességgel" az üzletből, ha folytatják a munkát. Megalapították a Compagnie Nouvelle du Canal de Panama-t (Új Panama-csatorna Társaság), hogy a megkezdett építkezést befejezzék. 1894-ben újraindultak a munkálatok. Áttekintették a terveket és újabb két zsiliprendszert iktattak be a csatorna vonalába.
Eközben az Egyesült Államok jelezte: saját csatornát kíván építeni Nicaragua területén keresztül. A francia csatornatársaság e hírre megrendült, hiszen az amerikai létesítmény ellehetetlenítette volna a panamai beruházást. A francia építőknek mindössze két választása maradt: vagy veszni hagyják addigi munkájukat és eladják a megkezdett beruházást, vagy pedig felépítik és befektetésük csak nagyon hosszú idő múlva térül meg. A társaság az eladás mellett döntött.

#### A Panama-csatorna próbaüzemre kész
1913 szeptemberében a Panama-csatornát próbaüzemre késszé nyilvánították.

### Az Egyesült Államok felügyelete alatt

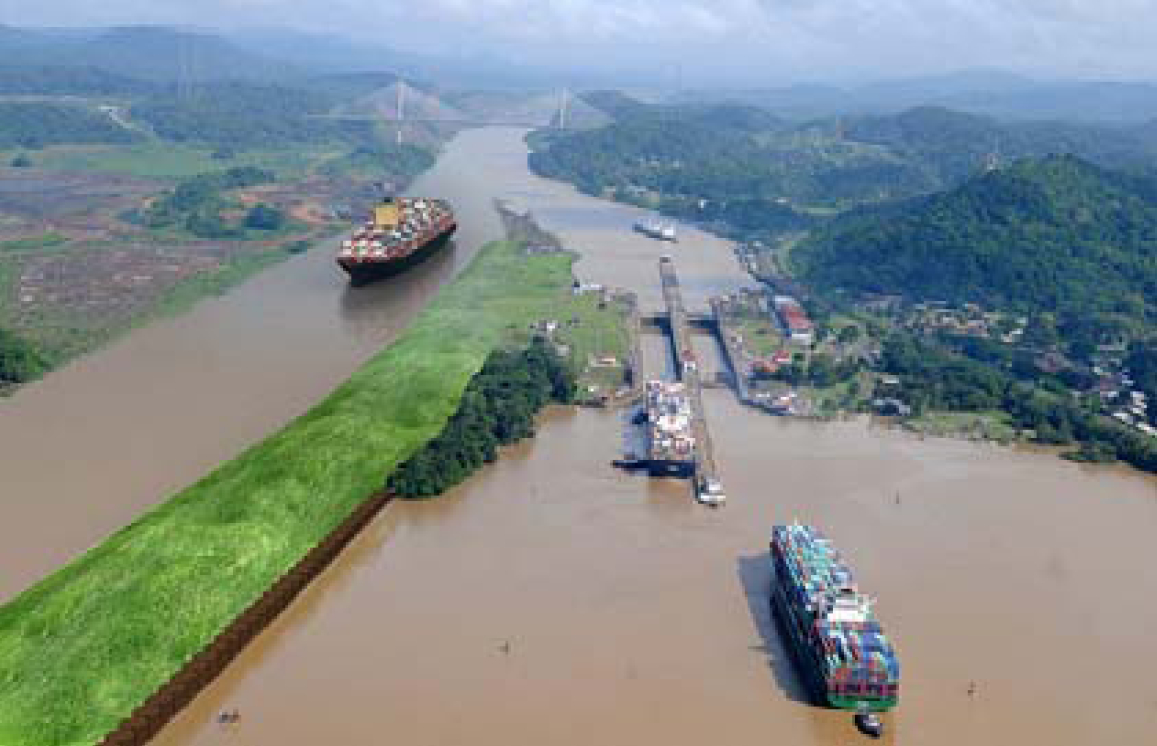
A Panama-csatorna a Centenáriumi hídnál

Az Egyesült Államok felügyelete mellett 1914-re készült el. Becslések szerint építése során 27 500 ember vesztette életét. A munkát járványok és földcsuszamlások nehezítették. Megépítése az emberiség történetének legnagyobb vállalkozásai közé tartozik. 
A csatornának köszönhetően a hajózási útvonalak jelentősen lerövidültek, a New York–San Francisco út például kevesebb mint a felére (22 500 km → 9500 km) csökkent.

### Panama harca a csatornáért és Trump akciója
A csatorna csak 1999-ben lett Panama része. Előtte a Panama-csatorna-övezet része volt.
2024 decemberében a megválasztott, de még hivatalba nem lépett amerikai elnök, Donald Trump saját, Truth Social nevű közösségi platformján közzétett üzenetében a Panama-csatorna visszavételével fenyegette meg Panamát, a szerinte túl magas használati díjak miatt.  A követelt díjak „nevetségesek”, különösen mivel az Egyesült Államok „rendkívüli nagylelkűséggel” viseltetett Panama iránt, írta Trump. Arra is figyelmeztetett, nem fogja hagyni, hogy a csatorna „rossz kezekbe” kerüljön, utalva az esetleges kínai befolyásra. A csatorna nem mások hasznára lett átadva, hanem „csupán a köztünk és Panama közötti együttműködés jeleként” − írta. „Ha e nagylelkű gesztus erkölcsi és jogi alapelveit nem tartják tiszteletben, követelni fogjuk, hogy a Panama-csatornát teljes egészében, minden ha és de nélkül adják vissza nekünk.”  A fenyegetőzések és alkuk tovább folytatódtak, 2025 február elején az amerikai külügyminisztérium a Twitteren (X) közzétette, hogy az amerikai kormány hajói mostantól díjfizetés nélkül haladhatnak át a Panama-csatornán. A poszt szerint ezzel évente több millió dollárt takaríthat meg Washington.

## Infrastruktúra

### Zsilipek
Eredetileg három zsilip épült fel a csatornán: délen a Miraflores és a Pedro Miguel, északon a Gatún nevű. A közöttük található szakasz 26 méterrel húzódik a tenger szintje felett. Ezek a zsilipek 33,53 méter szélesek, 320,04 méter hosszúak és 12,56 méter mélyek, ez pedig erősen korlátozta a csatornát igénybe venni kívánó hajók méretét. A Panamax fogalommal jelölték azt a méretet, amekkora hajók ezeken a zsilipeken át tudnak haladni.
2016. június 26-án adták át azt az új zsilipcsatornát, amely az eddigieknél nagyobb hajók áthaladását teszi lehetővé. A beruházás 5,25 milliárd dollárba került. A Panamax helyett bevezették az Új-Panamax fogalmát: ma már Új-Panamax méretű hajók férnek át a zsilipeken.

### Hidak
A csatornán három híd ível át: déli végén az 1962-ben felavatott Amerikák hídja, az ettől körülbelül 13 km-re északra fekvő, az előző híd tehermentesítésének céljából 2004-re elkészült Centenáriumi híd és a 2019-ben felavatott, a csatorna északi végén található Atlanti-híd.

## Földrajza
A Panama-csatornát 17 mesterséges tó (közülük a legnagyobb a 33 km hosszt kitevő Gatún-tó), számtalan kiszélesített természetes-, illetve mesterségesen létrehozott csatorna, valamint két zsiliprendszer alkotja.